# Marizza Faría
Marizza Alejandra Faría Servín (Asunción, 20 de agosto de 1983) es una entrenadora de balonmano y exjugadora de balonmano paraguaya, que jugaba con el Balonmano La Calzada y la selección de Paraguay.

## Trayectoria

### Como jugadora

#### Con la selección paraguaya
Tan solo con 16 años fue llamada al combinado nacional paraguayo. Representó a la selección en cuatro mundiales (2007, 2013, 2017, 2021). Dijo adiós a la albiroja en 2021 tras 22 años en activo con un partido ante Uzbekistán.

#### Con sus clubes
Su primer club fue el deportivo Recoleta, de ahí pasó a uno de los clubes más históricos del Paraguay, el Club Cerro Porteño, donde realizó la mayor parte de su carrera. 
En 2007 saltó a España siguiendo a su familia, para unirse al Mar Alicante con Alejandro Rico. Pero el Mar Alicante tenía cubierto el cupo de extranjeras y habló con el por entonces entrenador del Balonmano Monovar José Ignacio Prades para que probara a la central paraguaya. El club, que había sido fundado 3 años antes, en 2008 se proclamó campeona de la Primera División nacional en una final ante el Contrat Málaga con la presencia de 1.100 espectadores consiguiendo el ascenso a la Liga ABF. En la temporada 2009-10 volvió a ascender al equipo monovero.
En el 2010 se unió al Elda Prestigio gracias también a José Ignacio Prades, que la llamó para que le acompañara en su periplo por el club eldense, donde consiguió ser subcampeona de liga y de copa.
En 2012, y tras un verano con mucha incertidumbre que terminó con el equipo eldense en la segunda división debido a los problemas económicos, cuando contaba con 29 años, se incorporó al Mar Alicante de la mano de Santiago Brián y, de ahí, al Elche Mustang tras la desaparición del Mar Alicante, de nuevo de la mano de Jose Ignacio Prades.
En 2015 fue fichada por el Balonmano La Calzada (por aquel entonces Mavi Nuevas Tecnologías). Con el Mavi ascendió en 2016 y participó en aquella mítica Copa de la Reina del 2018 junto a Raquel Caño, Rocio Campigli, Leticia Cobo y resto de jugadoras gijonesas. En 2021 fue la primera balonmanista en jugar un partido de liga profesional junto a su hija Yeruti Faría en la Liga Guerreras Iberdrola de la mano de Cristina Cabeza.
A finales del 2022 la paraguaya pensó en retirarse de las pistas como jugadora pero aguantó un año más para seguir compartiendo el campo de balonmano con su hija Yeruti Faría, retirándose al finalizar la temporada 2022/23.

##### Clubes
- 1999–00: Deportivo Recoleta
- 2000–06: Cerro Porteño
- 2006–07: Deportivo San José
- 2007–10: Balonmano Monóvar
- 2010–12: Balonmano Elda Prestigio
- 2012–14: Club Balonmano Mar Alicante
- 2014–15: Club Balonmano Elche Mustang
- 2015–23: Balonmano La Calzada

### Como entrenadora
Tras la salida de Cristina Cabeza en 2022 ayudó a Avelino Álvarez a dirigir el Balonmano La Calzada.
En el 2022 fue anunciada como seleccionadora de Paraguay. La central se perdió el inicio de la temporada 2022/23 debido a su dedicación exhaustiva que la Federación Paraguaya de Balonmano le reclamaba y, en su primera temporada, se hizo con la medalla de plata en los Juegos ASU 2022. Al año siguiente llevó a su selección a conseguir la medalla de bronce en los Juegos Panamericanos de 2023.

## Palmarés

### Títulos con la selección paraguaya
- Medalla de bronce[19] en los Juegos Panamericanos en 2017
- Medalla de bronce en los Campeonato Sudamericano y Centroamericano de Balonmano Femenino (2018, 2021)
- Medalla de oro en los Juegos Bolivarianos (2013)
- Medalla de bronce en Juegos Suramericanos (San Miguel do Iguazu Brasil 2002)
- Medalla de plata[4] Juegos de Odesur en Mar de Plata (2006)

#### Con la selección de balonmano playa
- Medalla de plata en los Juegos Bolivarianos (2016)

### Títulos de clubes
- 1 x Copa de la Reina de Balonmano (2018)

### Títulos como entrenadora
- 1 x Medalla de plata en los Juegos Suramericanos (2022)
- 1 x Medalla de plata en los Juegos Panamericanos (2023)

### Premios individuales
- Campeonato Panamericano de Balonmano Femenino 2017: All Star Team Playmaker
- Mejor central[20] de la Liga Guerreras Iberdrola 2018

## Vida
Su padre, Pedro, fue una figura del fútbol paraguayo. Su madre caminó entre lo balompédico y el baloncesto.